# Pierre-Herman Dosquet
Pierre-Herman Dosquet (Liegi, 4 marzo 1691 – Parigi, 4 marzo 1777) è stato un vescovo cattolico belga, vescovo di Québec dal 1733 al 1739.

## Biografia
Figlio di Laurent Dosquet, mercante, e di Anne Goffar, Pierre-Herman entrò nel seminario dei Sulpiziani a Parigi nel 1715 dove prese i voti l'anno successivo.
Aggregato alla società nel 1721, si offrì come missionario in America settentrionale. Arrivò in Canada nel luglio dello stesso anno e per due anni fu il cappellano della congregazione di Nôtre-Dame a Montreal.
Nel 1723 ritornò in Francia. Subito dopo divenne superiore del seminario di Lisieux. Il 25 dicembre 1725 venne nominato vescovo di Samos in partibus e ottenne il titolo onorifico di assistente al trono pontificale. Esercitò anche la funzione di procuratore generale dei vicari apostolici delle Indie orientali.
Quasi due anni dopo la morte del vescovo Jean-Baptiste de la Croix de Chevrière de Saint-Vallier, avvenuta nel dicembre 1727, Québec non aveva ancora un vescovo residente poiché il coadiutore Louis-François Duplessis de Mornay non aveva ancora messo piede in quelle terre. Nel 1729 Monsignor Dosquet venne nominato amministratore della diocesi di Québec da de Mornay, e il 24 luglio 1730 Papa Clemente XII firmò la bolla di nomina. Dopo il viaggio sulla nave Elephant, Dosquet prese possesso del suo ufficio nel 1730. Dosquet si trovò ad affrontare alcuni problemi: alcune comunità femminili si trovavano in un momento difficile perché erano sorte delle discordie dopo la morte del vescovo de Saint-Vallier. Dosquet criticò aspramente l'atteggiamento di queste comunità, ma si attirò le antipatie dei principali funzionari della Nuova Francia, tra cui il governatore Claude de Beauharnois de Beaumont et de Villechauve e l'intendente Gilles Hocquart.
Nell'estate del 1731 visitò la diocesi e ne approfittò per far firmare ai sacerdoti la condanna al giansenismo. In quell'occasione si rese conto delle difficoltà materiali di vita dei curati. In seguito chiese al re di Francia di aumentare la decima, ma la richiesta venne rifiutata. Dosquet decise allora di ritornare in Francia per ottenere sia le dimissioni di De Mornay sia la sua venuta in Canada. Il 15 ottobre 1732 si imbarcò sulla nave Rubis dopo aver venduto una parte dei suoi beni materiali poiché, in caso di rifiuto, non voleva fare il coadiutore in Canada.
In Francia Monsignor Dosquet si impegnò a chiarire la situazione del seggio vescovile di Québec. Nell'autunno del 1733 de Mornay rassegnò le dimissioni; Dosquet ne prese il posto ottenendo anche delle gratificazioni da parte del re. Accompagnato da un seguito di undici persone, il nuovo vescovo di Québec parte da La Rochelle il 31 maggio 1734. L'8 agosto 1734 l'arcidiacono del capitolo Eustache Chartier de Lotbinière prese possesso del palazzo vescovile a nome di Monsignor Dosquet, il quale arrivò a Québec il 16 agosto. Monsignor Dosquet si stabilì a Samos, in una villa di Sillery che aveva acquistato nel 1730. La sua residenza era lontana dalla città, ne conseguì che le relazioni tra il vescovo e il popolo furono scarse, tanto più che non fece nessuna visita pastorale. Alcune decisioni di Monsignor Dosquet scontentarono i francocanadesi: nel febbraio 1735 revocò per mandamento tutti i poteri che erano stati accordati dal predecessore ai sacerdoti della sua diocesi e, con il pretesto di rimediare ad alcuni abusi, interdì ai sacerdoti di fasi servire dalle donne durante il presbiterio a meno che non fossero state prossime parenti. Inoltre proibì agli ecclesiastici di indossare le parrucche e ai maestri di scuola di insegnare in classi con bambini di sesso differente. Nel febbraio 1735 invitò ii curati ad insegnare la lingua latina ai bambini che sembravano avere la vocazione ecclesiastica.
Monsignor Dosquet capì subito che era poco stimato dalla popolazione della Nuova Francia. Il 19 ottobre 1735 Dosquet si imbarcò sulla nave Héros e tornò in Francia per sistemare alcune questioni finanziarie. Certo di non tornare più a Québec, portò con sé il suo personale e ordinò alla congrega vescovile di vendere la sua mobilia e, per ripagare i suoi debiti, cedette la villa di Samos al seminario insieme alla metà della signoria di Bourgchemin, acquistata da Pierre de Rigaud de Vaudreuil-Cavagnal.
Tornato in Francia, ma ancora vescovo titolare di Québec, Monsignor Dosquet viaggiò. Dal 1736 iniziò una fitta corrispondenza tra lui e la corte avente come oggetto le sue dimissioni da vescovo di Québec. Non volendo più tornare in Canada, Dosquet diede le dimissioni a condizione che il re di Francia gli concedesse dei benefici interessanti. Dopo aver ottenuto le entrate dell'abbazia di Breine, situata nei pressi di Soissons, e sistemata la questione della riparazione del palazzo vescovile di Québec, firmò le sue dimissioni all'inizio del 1739; gli succedette François-Louis de Pourroy de Lauberivière. In seguito visse alternativamente tra Roma e Parigi e divenne vicario dell'arcivescovo di Parigi.

## Genealogia episcopale
La genealogia episcopale è:
- Cardinale Scipione Rebiba
- Cardinale Giulio Antonio Santorio
- Cardinale Girolamo Bernerio, O.P.
- Arcivescovo Galeazzo Sanvitale
- Cardinale Ludovico Ludovisi
- Cardinale Luigi Caetani
- Cardinale Ulderico Carpegna
- Cardinale Paluzzo Paluzzi Altieri degli Albertoni
- Papa Benedetto XIII
- Vescovo Pierre-Herman Dosquet, P.S.S.